# Kelvin
Trong hệ thống đo lường quốc tế, Kelvin là một đơn vị đo lường cơ bản cho nhiệt độ. Nó được ký hiệu bằng chữ K. Mỗi K trong nhiệt giai Kelvin (1 K) bằng một độ trong nhiệt giai Celsius (1 °C) và 0 °C ứng với 273,15K. Thang nhiệt độ này được lấy theo tên của nhà vật lý, kỹ sư người Ireland William Thomson, nam tước Kelvin thứ nhất.
Nhiệt độ trong nhiệt giai Kelvin đôi khi còn được gọi là nhiệt độ tuyệt đối, do 0 K ứng với nhiệt độ nhỏ nhất mà vật chất có thể đạt được. Tại 0K, trên lý thuyết, mọi chuyển động nhiệt hỗn loạn đều ngừng. Thực tế chưa quan sát được vật chất nào đạt tới chính xác 0 K; chúng luôn có nhiệt độ cao hơn 0 K một chút, tức là vẫn có chuyển động nhiệt hỗn loạn ở mức độ nhỏ. Ngay cả những trạng thái vật chất rất lạnh như ngưng tụ Bose-Einstein cũng có nhiệt độ lớn hơn 0 K. Quan sát này phù hợp với nguyên lý bất định Heisenberg; nếu vật chất ở chính xác 0 K, luôn tìm được hệ quy chiếu trong đó vận tốc chuyển động của chúng là 0 và vị trí không thay đổi, nghĩa là đo được chính xác cùng lúc vị trí và động lượng của hệ, vi phạm nguyên lý bất định. Nhiệt độ của hơi nước đang sôi là 373,15K. Hay nói cách khác định nghĩa Kelvin (K), được xây dựng từ 1967 và có hiệu lực cho đến ngày 20 tháng 5 năm 2019 , là 1/273,16 của nhiệt độ nhiệt động lực học của (điểm ba thể hay điểm ba pha) của nước. Kể từ năm 2019, thang Kelvin được định nghĩa bằng cách ấn định giá trị hằng số Boltzmann k thành 1.380649×10−23 J⋅K−1, còn nhiệt độ Celsius được định nghĩa là nhiệt độ thang Kelvin trừ đi 273,15.